# Durin Tinggung
Durin Tinggung is een bestuurslaag in het regentschap Deli Serdang van de provincie Noord-Sumatra, Indonesië. Durin Tinggung telt 630 inwoners (volkstelling 2010).